# Petalonia fascia
Espèce
Petalonia fascia est une espèce d'algues brunes de la famille des Scytosiphonaceae.

## Liste des variétés et formes
Selon Catalogue of Life (22 nov. 2012) :
- forme Petalonia fascia f. pervulgata
- variété Petalonia fascia var. caespitosa
- variété Petalonia fascia var. debilis

Selon World Register of Marine Species (22 nov. 2012) et AlgaeBase (22 nov. 2012) :
- forme Petalonia fascia f. pervulgata (A.D.Zinova) Jaasund, 1965
- variété Petalonia fascia var. caespitosa (J.Agardh) W.R.Taylor

Selon AlgaeBase (22 nov. 2012) :
- Petalonia fascia var. debilis est un synonyme de Petalonia fascia.